# كريس ديكرسون
كريس ديكرسون (بالإنجليزية: Chris Dickerson)‏ (هنري كريستوف ديكرسون) لاعب كمال أجسام أميركي محترف.

## السيرة الذاتية
ولد كريس في نيويورك، وكان الأصغر بين ثلاثة أخوة، درس الموسيقى وكان مغني أوبرا. نال العديد من الألقاب خلال مسيرته الرياضية التي امتدت لما يقارب الثلاثين عاماً، عرف لضخامته العضلية وتناسقه الجسماني، ولمهارته الكبيرة في الاستعراض. خاض أول منافساته في كمال الأجسام سنة 1965، واحتل المركز الثالث في مسابقة لونج بيتش. تمرن مع شريكه بيل بيرل طوال ثمانينيات القرن العشرين. كان أكبر فائز بمسابقة مستر أولمبيا بعمر 43 سنة، وثاني اثنين جمعا بين لقبي مستر أولمبيا الرئيسي ومستر أولمبيا للكبار في السن (مع ديكستر جاكسون). تقاعد ديكرسون في 1994، وانضم لقاعة الشرف لاتحاد IFBB سنة 2000.